# Campeonato Mundial de Atletismo de 1983
Campeonato Mundial de Atletismo de 1983 foi o primeiro campeonato mundial do esporte, realizado na cidade de Helsinque, Finlândia, entre 7 e 14 de agosto de 1983, criado e organizado pela IAAF – Associação Internacional de Federações de Atletismo. Ele contou com a participação de 1355 atletas de 153 nações, que disputaram as 41 modalidades do programa no mesmo Estádio Olímpico que havia sediado os Jogos Olímpicos de 1952. 
O torneio teve uma disputa acirrada entre os Estados Unidos, a Alemanha Oriental e a União Soviética pelo total de medalhas, com os alemães saindo vencedores pela quantidade de medalhas de ouro.  Durante a primeira metade dos anos 80, este foi o único torneio global onde os atletas do bloco comunista competiram contra os norte-americanos e os europeus ocidentais, devido ao duplo boicote aos Jogos Olímpicos de Moscou 1980 e Los Angeles 1984.
Carl Lewis, Mary Decker, Marita Koch e Jarmila Kratochvilova foram os principais nomes do campeonato, que viu Sergei Bubka conquistar a primeira das seis medalhas de ouro que ganharia em campeonatos mundiais. Dois recordes mundiais foram quebrados e o Brasil ganhou sua primeira medalha em mundiais, de bronze, com Joaquim Cruz – que seria campeão olímpico um ano depois – nos 800 metros.

## Local
As provas foram disputadas no Estádio Olímpico de Helsinque (Helsingin olympiastadion) – palco também da largada e da chegada da maratona e da marcha atlética – o mesmo usado nos Jogos de Helsinque 1952. Construído nos anos 30, foi completamente remodelado entre 1990 e 1994 e novamente modernizado quando sediou o campeonato pela segunda vez, em 2005. 
Com capacidade para 42.000 espectadores, tem como característica icônica uma torre-observatório de 72,71 m  de altura, a marca exata da distância com que o finlandês Matti Järvinen ganhou a medalha de ouro no lançamento de dardo em Los Angeles 1932, época em que o estádio estava sendo construído.

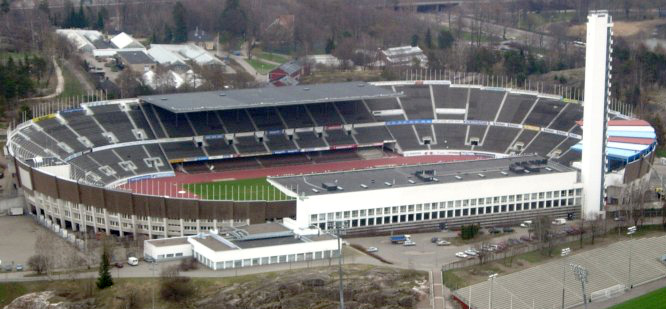
O estádio em 2005, com sua emblemática torre de 72 m de altura.

## Recordes
O campeonato viu a quebra de dois recordes mundiais. A tcheca Jarmila Kratochvilova ganhou o ouro nos 400 m e 800 m com um nova marca mundial na primeira. O segundo recorde foi conquistado pelo revezamento 4x100 metros rasos dos EUA, formado por Carl Lewis, Calvin Smith, Emmit King e Willie Gault.
| Recorde         | Modalidade       | Atleta                | País            | Marca |
| Recorde mundial | 400 metros rasos | Jarmila Kratochvilova | Tchecoslováquia | 47.99 |
| Recorde mundial | 4x100 m          | Estados Unidos        | Estados Unidos  | 37.86 |

## Quadro de medalhas
| Posição | País               | Ouro | Prata | Bronze | Total |
| 1       | Alemanha Oriental  | 10   | 7     | 5      | 22    |
| 2       | Estados Unidos     | 8    | 9     | 7      | 24    |
| 3       | União Soviética    | 6    | 6     | 11     | 23    |
| 4       | Tchecoslováquia    | 4    | 3     | 2      | 9     |
| 5       | Alemanha Ocidental | 2    | 5     | 1      | 8     |
| 6       | Grã-Bretanha       | 2    | 2     | 3      | 7     |
| 7       | Polônia            | 2    | 1     | 1      | 4     |
| 8       | Finlândia          | 1    | 1     | 1      | 3     |
| 8       | Itália             | 1    | 1     | 1      | 3     |
| 8       | Jamaica            | 1    | 1     | 1      | 3     |
| 11      | Austrália          | 1    |       |        | 1     |
| 11      | Irlanda            | 1    |       |        | 1     |
| 11      | México             | 1    |       |        | 1     |
| 11      | Noruega            | 1    |       |        | 1     |
| 15      | Cuba               |      | 1     |        | 1     |
| 15      | Etiópia            |      | 1     |        | 1     |
| 15      | Holanda            |      | 1     |        | 1     |
| 15      | Romênia            |      | 1     |        | 1     |
| 15      | Espanha            |      | 1     |        | 1     |
| 20      | Bulgária           |      |       | 3      | 3     |
| 21      | Brasil             |      |       | 1      | 1     |
| 21      | China              |      |       | 1      | 1     |
| 21      | Grécia             |      |       | 1      | 1     |
| 21      | Marrocos           |      |       | 1      | 1     |
| 21      | Nigéria            |      |       | 1      | 1     |

## Medalhistas

### Masculino
| Evento                | Ouro                                                                                           | Ouro     | Prata                                                                                | Prata    | Bronze                                                                                    | Bronze   |
| 100 m                 | Carl Lewis · Estados Unidos                                                                    | 10.07    | Calvin Smith · Estados Unidos                                                        | 10.21    | Emmit King · Estados Unidos                                                               | 10.24    |
| 200 m                 | Calvin Smith · Estados Unidos                                                                  | 20.14    | Elliot Quow · Estados Unidos                                                         | 20.41    | Pietro Mennea · Itália                                                                    | 20.51    |
| 400 m                 | Bert Cameron · Jamaica                                                                         | 45.05    | Michael Franks · Estados Unidos                                                      | 45.22    | Sunder Nix · Estados Unidos                                                               | 45.24    |
| 800 m                 | Willi Wülbeck · Alemanha Ocidental                                                             | 1:43.65  | Rob Druppers · Estados Unidos                                                        | 1:44.20  | Joaquim Cruz · Brasil                                                                     | 1:44.27  |
| 1500 m                | Steve Cram · Grã-Bretanha                                                                      | 3:41.59  | Steve Scott · Estados Unidos                                                         | 3:41.87  | Said Aouita · Marrocos                                                                    | 3:42.02  |
| 5000 m                | Eamonn Coghlan · Irlanda                                                                       | 13:28.5  | Werner Schildhauer · Alemanha Oriental                                               | 13:30.2  | Martti Vainio · Finlândia                                                                 | 13:30.3  |
| 10000 m               | Alberto Cova · Itália                                                                          | 28:01.0  | Werner Schildhauer · Alemanha Oriental                                               | 28:01.1  | Hansjörg Kunze · Alemanha Oriental                                                        | 28:01.2  |
| Maratona              | Rob de Castella · Austrália                                                                    | 2:10:03  | Kebede Balcha · Etiópia                                                              | 2:10:27  | Waldemar Cierpinski · Alemanha Oriental                                                   | 2:10:37  |
| 110 m c/ barreiras    | Greg Foster · Estados Unidos                                                                   | 13.42    | Arto Bryggare · Finlândia                                                            | 13.46    | Willie Gault · Estados Unidos                                                             | 13.48    |
| 400 m c/ barreiras    | Edwin Moses · Estados Unidos                                                                   | 47.50    | Harald Schmid · Alemanha Ocidental                                                   | 48.61    | Aleksandr Kharlov · União Soviética                                                       | 49.03    |
| 3000 m c/ obstáculos  | Patriz Ilg · Alemanha Ocidental                                                                | 8:15.06  | Bogusław Mamiński Polônia                                                            | 8:17.03  | Colin Reitz · Grã-Bretanha                                                                | 8:17.75  |
| Marcha 20 km          | Ernesto Canto · México                                                                         | 1:20:49  | Jozef Pribilinec · Tchecoslováquia                                                   | 1:20:59  | Yevgeniy Yevsyukov · União Soviética                                                      | 1:21:08  |
| Marcha 50 km          | Ronald Weigel · Alemanha Oriental                                                              | 3:43:08  | José Marín · Espanha                                                                 | 3:46:32  | Sergey Yung · União Soviética                                                             | 3:49:03  |
| 4x100 m               | Estados Unidos · Carl Lewis · Calvin Smith · Willie Gault · Emmit King                         | 37.86    | Itália · Pietro Mennea · Pierfrancesco Pavoni · Carlo Simionato · Stefano Tilli      | 38.37    | União Soviética · Andrei Prokofiev · Nikolai Sidorov · Vladimir Muravyov · Viktor Bryzhin | 38.41    |
| 4x400 m               | União Soviética · Sergey Lovachov · Aliaksandr Trashchyla · Nikolai Chernetsky · Viktor Markin | 3:00.79  | Alemanha Ocidental · Harald Schmid · Erwin Skamrahl · Jörg Vaihinger · Hartmut Weber | 3:01.83  | Grã-Bretanha · Ainsley Bennett · Garry Cook · Todd Bennett · Phil Brown                   | 3:03.53  |
| Salto com vara        | Serguei Bubka · União Soviética                                                                | 5,70 m   | Konstantin Volkov · União Soviética                                                  | 5,60 m   | Atanas Tarev · Bulgária                                                                   | 5,60 m   |
| Salto em distância    | Carl Lewis · Estados Unidos                                                                    | 8,55 m   | Jason Grimes · Estados Unidos                                                        | 8,29 m   | Mike Conley · Estados Unidos                                                              | 8,12 m   |
| Salto triplo          | Zdzisław Hoffmann Polônia                                                                      | 17,42 m  | Willie Banks · Estados Unidos                                                        | 17,18 m  | Ajayi Agbebaku · Nigéria                                                                  | 17,18 m  |
| Salto em altura       | Hennadiy Avdyeyenko · União Soviética                                                          | 2,32 m   | Tyke Peacock · Estados Unidos                                                        | 2,32 m   | Zhu Jianhua · China                                                                       | 2,29 m   |
| Arremesso de peso     | Edward Sarul Polônia                                                                           | 21,39 m  | Ulf Timmermann · Alemanha Oriental                                                   | 21,16 m  | Remigius Machura · Tchecoslováquia                                                        | 20,98 m  |
| Lançamento de disco   | Imrich Bugár · Tchecoslováquia                                                                 | 67,72 m  | Luis Delís · Cuba                                                                    | 67,36 m  | Géjza Valent · Tchecoslováquia                                                            | 66,08 m  |
| Lançamento de martelo | Sergey Litvinov · União Soviética                                                              | 82,68 m  | Yuriy Sedykh · União Soviética                                                       | 80,94 m  | Zdzisław Kwaśny Polônia                                                                   | 79,42 m  |
| Lançamento de dardo   | Detlef Michel · Alemanha Oriental                                                              | 89,48 m  | Tom Petranoff · Estados Unidos                                                       | 85,60 m  | Dainis Kūla · União Soviética                                                             | 85,58 m  |
| Decatlo               | Daley Thompson · Grã-Bretanha                                                                  | 8666 pts | Jürgen Hingsen · Alemanha Ocidental                                                  | 8561 pts | Siegfried Wentz · Alemanha Ocidental                                                      | 8478 pts |

### Feminino
| Evento              | Ouro                                                                               | Ouro    | Prata | Prata      | Bronze                                                                                  | Bronze  |
| 100 m               | Marlies Göhr · Alemanha Oriental                                                   | 10.97   | Marita Koch · Alemanha Oriental                                                                                  | 11.02      | Diane Williams · Estados Unidos                                                         | 11.06   |
| 200 m               | Marita Koch · Alemanha Oriental                                                    | 22.13   | Merlene Ottey · Jamaica                                                                                          | 22.19      | Kathy Smallwood-Cook · Grã-Bretanha                                                     | 22.37   |
| 400 m               | Jarmila Kratochvílová · Tchecoslováquia                                            | 47.99   | Taťána Kocembová · Tchecoslováquia                                                                               | 48.59 (PB) | Mariya Pinigina · União Soviética                                                       | 49.19   |
| 800 m               | Jarmila Kratochvílová · Tchecoslováquia                                            | 1:54.68 | Lyubov Gurina · União Soviética                                                                                  | 1:56.11    | Yekaterina Podkopayeva · União Soviética                                                | 1:57.58 |
| 1500 m              | Mary Decker · Estados Unidos                                                       | 4:00.90 | Zamira Zaytseva · Estados Unidos                                                                                 | 4:01.19    | Yekaterina Podkopayeva · União Soviética                                                | 4:02.25 |
| 3000 m              | Mary Decker · Estados Unidos                                                       | 8:34.62 | Brigitte Kraus · Alemanha Ocidental                                                                              | 8:35.11    | Tatyana Kazankina · União Soviética                                                     | 8:35.13 |
| Maratona            | Grete Waitz · Noruega                                                              | 2:28:09 | Marianne Dickerson · Estados Unidos                                                                              | 2:31:09    | Raisa Smekhnova · União Soviética                                                       | 2:31:13 |
| 100 m c/ barreiras  | Bettine Jahn · Alemanha Oriental                                                   | 12.35   | Kerstin Knabe · Alemanha Oriental                                                                                | 12.42      | Ginka Zagorcheva · Bulgária                                                             | 12.62   |
| 400 m c/ barreiras  | Yekaterina Fesenko · União Soviética                                               | 54.14   | Ana Ambrazienė · União Soviética                                                                                 | 54.15      | Ellen Neumann · Alemanha Oriental                                                       | 54.55   |
| 4x100 m             | Alemanha Oriental · Silke Gladisch · Marita Koch · Ingrid Auerswald · Marlies Göhr | 41.76   | Grã-Bretanha · Joan Baptiste · Kathy Cook · Beverley Callendar · Shirley Thomas                                  | 42.71      | Jamaica · Leleith Hodges · Jacqueline Pusey · Juliet Cuthbert · Merlene Ottey           | 42.73   |
| 4x400 m             | Alemanha Oriental · Gesine Walther · Sabine Busch · Marita Koch · Dagmar Neubauer  | 3:19.73 | Tchecoslováquia · Taťána Kocembová · Milena Matejkovičová-Strnadová · Zuzana Moravčíková · Jarmila Kratochvílová | 3:20.32    | União Soviética · Yelena Korban · Marina Kharlamova · Irina Baskakova · Mariya Pinigina | 3:21.16 |
| Salto em altura     | Tamara Bykova · União Soviética                                                    | 2.01    | Ulrike Meyfarth · Alemanha Ocidental                                                                             | 1.99       | Louise Ritter · Estados Unidos                                                          | 1.95    |
| Salto em distância  | Heike Drechsler · Alemanha Oriental                                                | 7.27    | Anişoara Cuşmir · Roménia                                                                                        | 7.15       | Carol Lewis · Estados Unidos                                                            | 7.04    |
| Arremesso de peso   | Helena Fibingerová · Tchecoslováquia                                               | 21.05   | Helma Knorscheidt · Alemanha Oriental                                                                            | 20.70      | Ilona Slupianek · Alemanha Oriental                                                     | 20.56   |
| Lançamento de disco | Martina Hellmann · Alemanha Oriental                                               | 68.94   | Galina Murasova · União Soviética                                                                                | 67.44      | Maria Petkova · Bulgária                                                                | 66.44   |
| Lançamento de dardo | Tiina Lillak · Finlândia                                                           | 70.82   | Fatima Whitbread · Reino Unido                                                                                   | 69.14      | Anna Veroulis · Grécia                                                                  | 65.72   |
| Heptatlo            | Ramona Neubert · Alemanha Oriental                                                 | 6714    | Sabine John · Alemanha Oriental                                                                                  | 6662       | Anke Vater · Alemanha Oriental                                                          | 6532    |

## Galeria

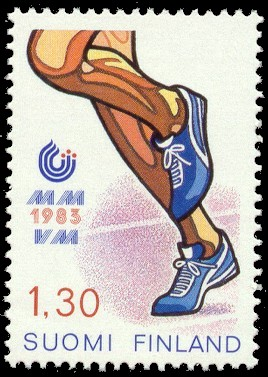
Selo do campeonato lançado pelos Correios da Finlândia.
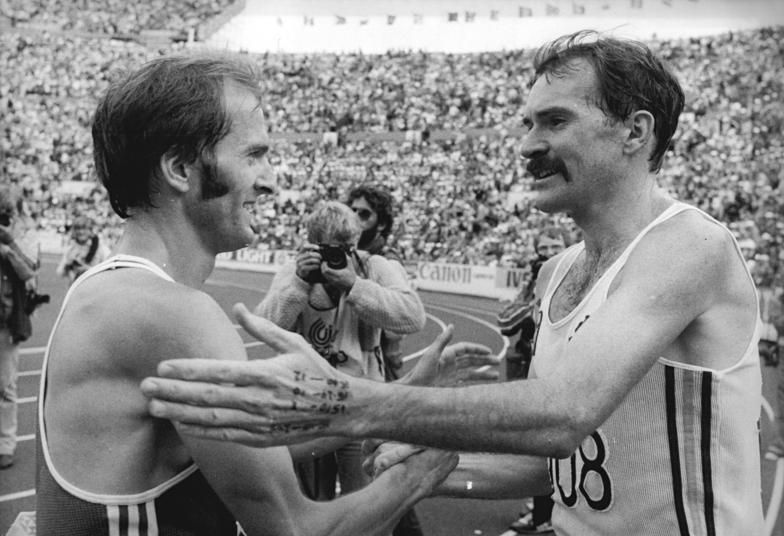
Robert de Castella (à dir.), vencedor da maratona, é cumprimentado por Waldemar Cierpinski (3º). Cierpinski era o bicampeão olímpico da prova.
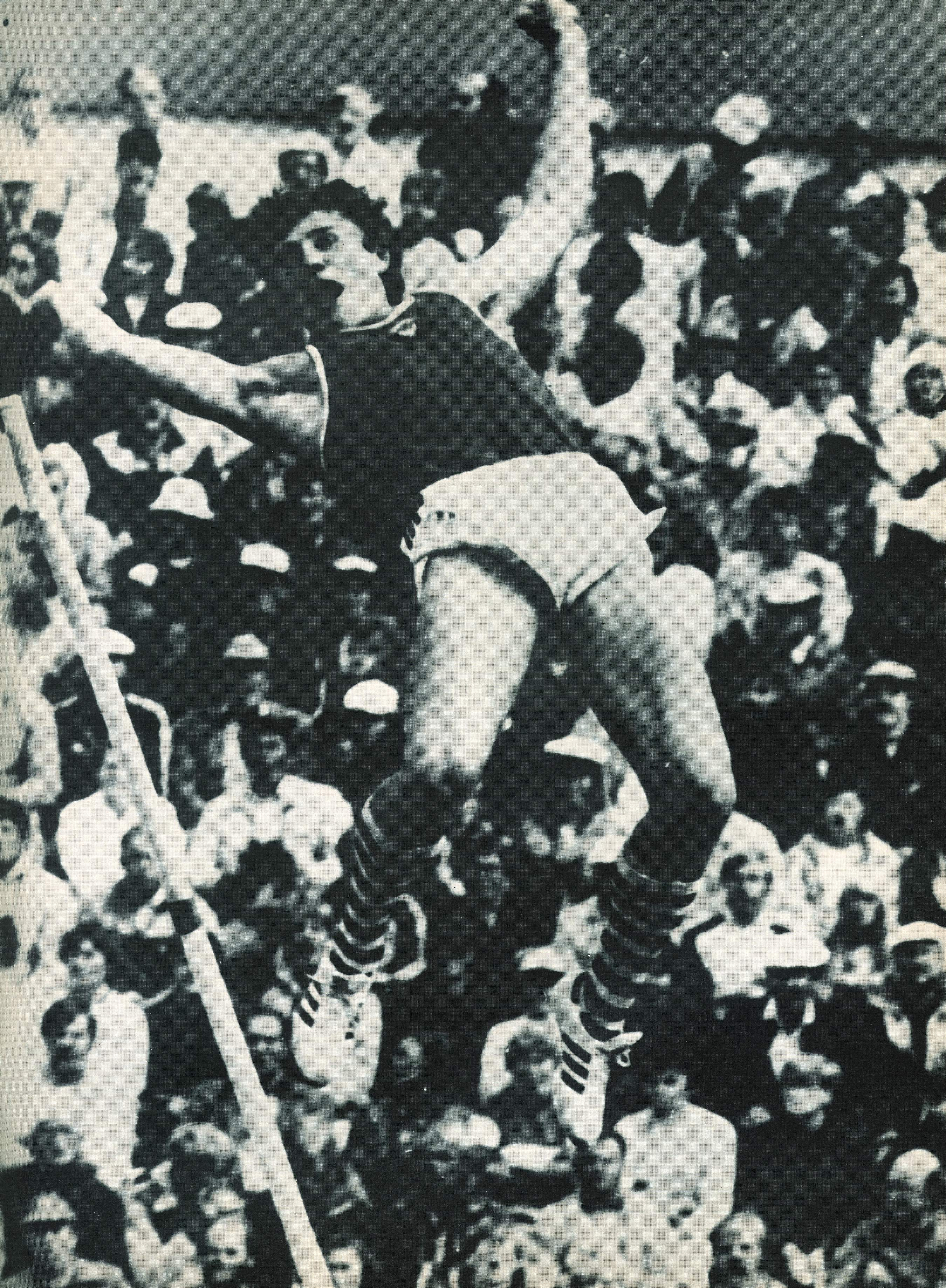
Sergey Bubka saltando em Helsinque.
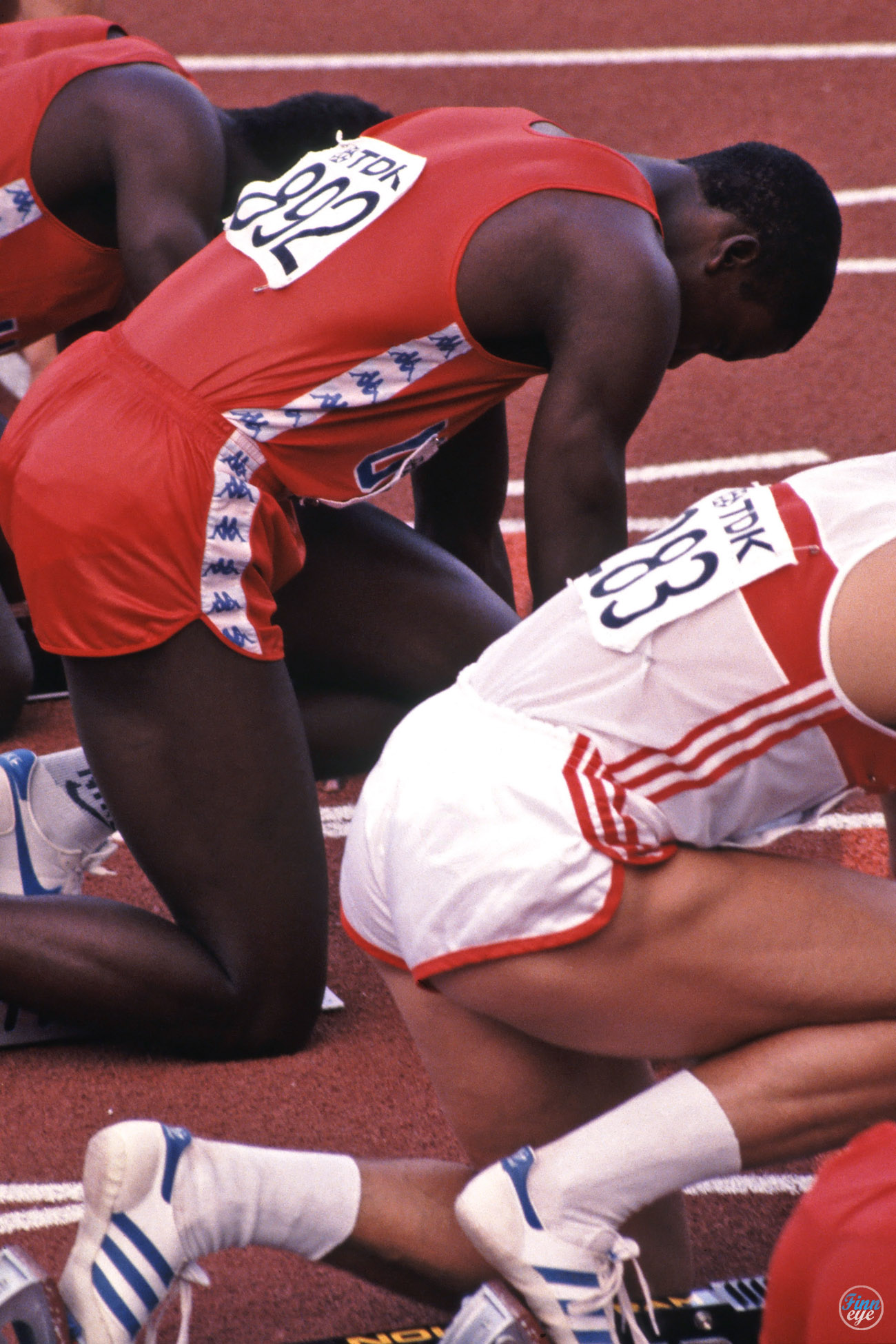
Carl Lewis na linha de largada dos 100 m rasos.